# Andrew Sime
Andrew Sime (ur. 30 kwietnia 1882, zm. 5 lutego 1949) – australijski lekkoatleta, długodystansowiec (maratończyk).
Brązowy medalista mistrzostw kraju (1909).
Dwukrotny (1909 i 1910) zwycięzca mistrzostw Nowej Południowej Walii. W 1910 zwyciężył w mistrzostwach Wiktorii.
Rekordzista Australii w maratonie.